# Муријес
Муријес (грч. Μουριές) је приморско насељено место у општини Нова Пропонтида у периферији Средишња Македонија, Грчка. Према попису из 2021. године било је 118 становника.
Муријес се води као посебно насеље од 2010. године.